# Сибирский, Александр Александрович
Князь Алекса́ндр Алекса́ндрович Сиби́рский (1824 — 6 апреля 1879, имение Рыбница (Горчаково), Орловский уезд, Орловская губерния) — русский археолог и нумизмат.
Сын А. В. Сибирского. Автор монографии о медалях и монетах Боспорского царства, которые он собственноручно изучал в греческих колониях в Крыму и на Юге России (весь тираж монографии погиб во время наводнения и сохранилось лишь три экземпляра). В 1859 году Александр Александрович Сибирский был удостоен Демидовской премии за этот труд.

## Биография
Родился в 1824 году. Воспитание получил в первом кадетском корпусе, с 1842 служил в лейб-гвардии Семёновском полку (прапорщик, подпоручик, поручик). В декабре 1848 г. вышел в отставку в чине штабс-капитана. На время восточной войны вновь поступил в военную службу и участвовал в Крымской войне.
Познакомившись с нумизматами Яковом Рейхелем, Бернгардом Кёне, Иваном Бартоломеем, Петром-Юстином Сабатье, стал собирать монеты греческих колоний, существовавших в древности на территории Южной России; в 1850-х годах сопровождал графа Л. А. Перовского на юг России для упорядочения предпринятых там археологических изысканий.
В 1852 году при содействии директора Феодосийского музея древностей Е. Ф. де Вильнёва и художника и мецената И. К. Айвазовского проводил археологические раскопки в окрестностях Феодосии.
Первый печатный труд Сибирского появился в VI томе «Memoires de la Societe Imperiale d’Archeologie de St.-Petersbourg» (1852): «Statere d’or de Paerisade II, roi du Bosphore Cimmerien»; по-русски статья эта напечатана в 5 томе «Записок Археологического Общества» (1853); там же Сибирский поместил заметку: «Воспорские монеты, приписываемые Евбиоту или неизвестному Евмелу». За первый том его «Catalogie des medailles du Bosphore Cimmerien precede d’etudes sur l’histoire et les antiquites de ce pays» (1859, на русском языке 1860) ему была присуждена Академией Наук половинная Демидовская премия (29-е присуждение), но этому труду не пришлось сделаться общим достоянием: Сибирский не мог уплатить экспедиции заготовления государственных бумаг за печатание книги, она не была выпущена и погибла в подвале во время наводнения. Сохранились только 3 экземпляра. Для второго тома было приготовлено несколько таблиц, но он не осуществился. В «Записках Одесского Общества Истории и Древностей» (в VI томе) Сибирский поместил статью: «Взгляд на автономию и историю Пантикапеи». Богатая коллекция босфорских монет, составленная Сибирским, перешла в собрание великого князя Александра Михайловича.
Скончался 6 апреля 1879 года в своём родовом имении Орловской губернии и уезда при деревне Рыбницы.

## Труды
- «Statere d’or de Paerisade II, roi du Bosphore Cimmerien» в VI томе «Memoires de la Societe Imperiale d’Archeologie de St.-Petersbourg» (1852): по-русски статья эта напечатана в 5 томе «Записок Археологического Общества» (1853);
- «Воспорские монеты, приписываемые Евбиоту или неизвестному Евмелу» в 5 томе «Записок Археологического Общества»
- «Catalogie des medailles du Bosphore Cimmerien precede d’etudes sur l’histoire et les antiquites de ce pays» (1859, на русском языке 1860)
- «Взгляд на автономию и историю Пантикапеи» в VI томе «Записок Одесского Общества Истории и Древностей»